# Суходільська волость
Суходільська волость — історична адміністративно-територіальна одиниця Слов'яносербського повіту Катеринославської губернії.
Станом на 1886 рік складалася з 8 поселень, 7 сільських громад. Населення — 1665 осіб (894 чоловічої статі та 771 — жіночої), 280 дворових господарств.
|                     | Площа, десятин | У тому числі орної, дес. |
| ------------------- | -------------- | ------------------------ |
| Сільських громад    | 1254           | 534                      |
| Приватної власності | 10244          | 3376                     |
| Іншої власності     | 18             | 4                        |
| Загалом             | 11516          | 3914                     |

Найбільше поселення волості:
- Суходіл — колишнє власницьке село при річці Сіверський Донець за 48 верст від повітового міста, 787 осіб, 412 дворів, православна церква, лавка, цегельний та черепичний заводи.